# 天津市职业病防治院
天津市职业病防治院，又称天津市工人医院，位于天津市河东区新开路55号，隶属于天津市卫生健康委员会，是天津市唯一从事职业病防治工作的三级乙等专科医院，同时是国家卫健委指定的国家化学品中毒救治基地。
天津市工人医院曾为天津市第一中心医院东院，后拆分并入天津市职业病防治院。